# Estación de Badal
Badal es una estación de la línea 5 del Metro de Barcelona situada bajo la calle de Sants, entre las intersecciones con las calles de Carreras i Candi y Sant Feliu de Guíxols, en el distrito de Sants-Montjuïc de Barcelona. Es la estación más cerca del Camp Nou (a 550m) y más fácil para llegar (elegida como preferida por turistas y residentes de BCN que vienen a ver al Barça) por las calles Sants y Arizala amplias. Por error es Collblanc la reconocida como más cerca (a 600m). Además es más dificultosa para llegar por las calles Pérez Galdós y Riera Blanca estrechísimas. Para llegar al Camp Nou habrás de salir por la salida Carreras i Candi > Sants.

## Historia
La estación de Badal fue proyectada por primera vez en 1954, cuando el Ayuntamiento de Barcelona acordó la creación de una nueva línea de metro, bautizada como Transversal Alto (actualmente línea 5). Concretamente, esta estación formaba parte de un ramal que uniría la estación ubicada en la carretera de Sans, que venía dando servicio al Metropolitano Transversal (actual línea 1) y la Avenida de San Ramón Nonato, con dos estaciones intermedias, la de Badal y la de Collblanch.
Tras ser aprobado, el proyecto del Transversal Alto se mantuvo prácticamente una década en suspenso, hasta que fue reactivado en 1963, cuando el Consejo de Ministros acordó el llamado Plan de Urgencia para el Desarrollo de la Red de Metros de Barcelona. El 7 de noviembre de 1964 la empresa Dragados y Construcciones inició la construcción del tramo entre Sans y San Ramón. Finalmente, el 3 de noviembre de 1969 Barcelona inauguró su nueva línea de metro, el Transversal Alto, que discurría entre las estaciones de Rambla Cataluña (actualmente Diagonal) y San Ramón (actualmente Collblanc), pasando por Badal. Al acto inaugural asistieron el Ministro de Obras Públicas, Federico Silva Muñoz, el Ministro de Gobernación, Tomás Garicano Goñi y el alcalde de Barcelona, José María de Porcioles, entre otras autoridades.
En los planes de Metro de 1971 y 1974 se proyectó que la estación de Badal daría servicio a la futura Línea VI, que debía unir Mercabarna y Santa Coloma de Gramanet, aunque finalmente nunca fue construida. Sin embargo, años después, la Autoridad del Transporte Metropolitano recuperó gran parte de ese trazado para las líneas 9 y 10, aunque se optó por situar el intercambiador en Collblanc, en lugar de Badal.
En 1999 la estación fue sometida a una remodelación integral, siguiendo un proyecto de los arquitectos Sánchez Piulats. También se llevaron a cabo obras para adaptar los accesos a las personas de movilidad reducida, incluyendo la instalación de tres ascensores: uno para comunicar la calle con el vestíbulo de la estación, y dos más para conectar el vestíbulo con cada andén.

## Líneas
| << cabecera     | < estación | línea | estación >     | cabecera >>   |
| --------------- | ---------- | ----- | -------------- | ------------- |
| Metro           |            |       |                |               |
| Cornellà Centre | Collblanc  |       | Plaça de Sants | Vall d'Hebron |